# Kostel svatého Prokopa (Příbram)
Kostel, respektive chrám svatého Prokopa v Příbrami (nazývaný též "Prokopský kostel") je chrám Československé pravoslavné církve. Byl postaven v roce 1901 v pseudorománském slohu. Nachází se na vrcholku Prokopské ulice v nejvyšším místě Březových Hor, části města Příbrami. Kostel je chráněn coby kulturní památka.

## Historie

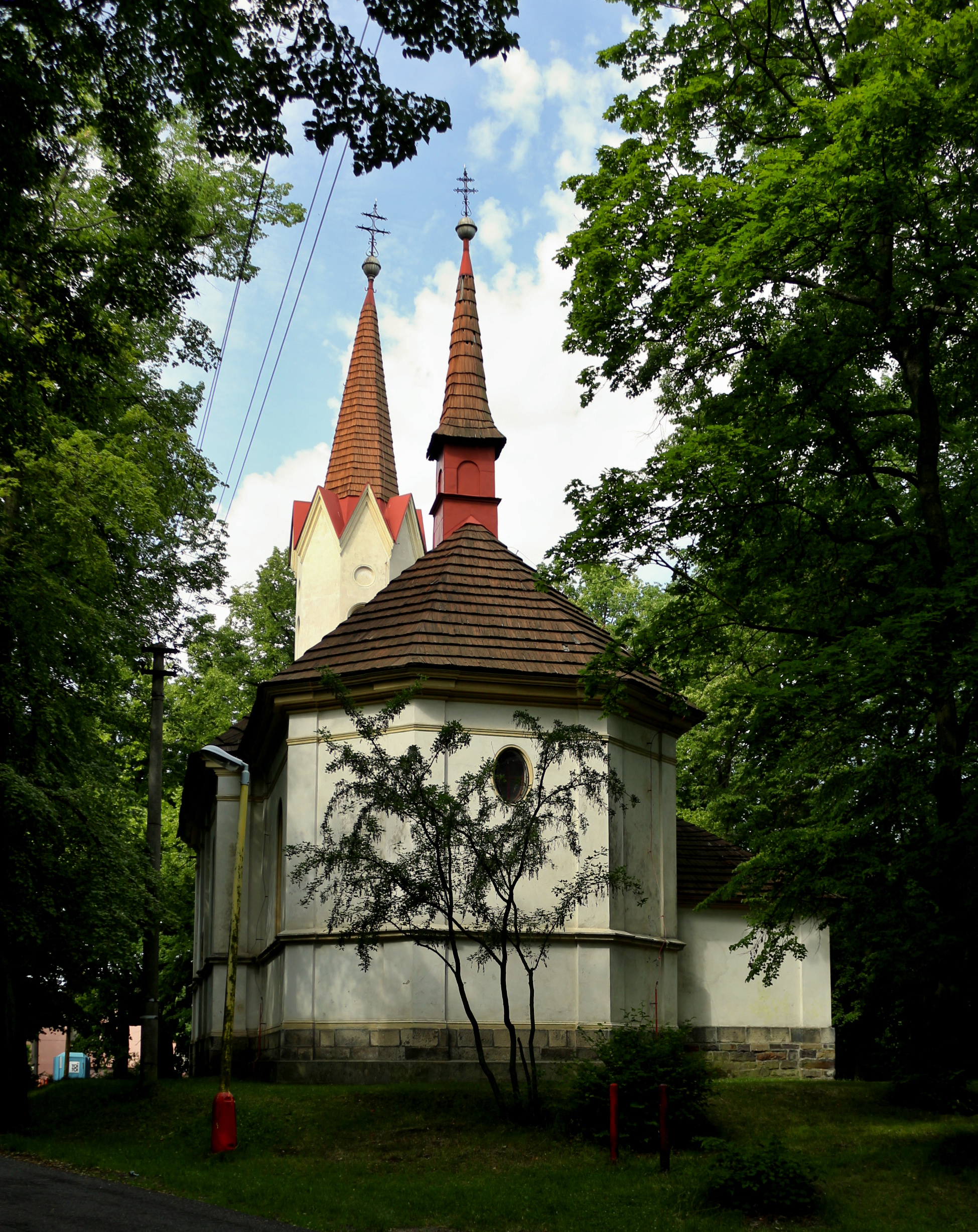
Pohled na závěr chrámu

V místech dnešního kostela stávala dřevěná Prokopská zvonice, postavená horníky již v 16. století v těsném sousedství havířských domků a nejstarších důlních šachet. Zvonice byla nejstarším církevním objektem v Březových Horách, tehdy samostatné osadě. Z této doby se dochoval původní zvon z roku 1580, dílo pražského zvonaře Brikcího z Cimperka. Zvon je uložen v nedalekém Hornickém muzeu Příbram.
Po vichřici v roce 1709 byla zvonice poškozena a následně obnovena na náklady místního Horního bratrstva. V té době již byla snaha o nahrazení zvonice zděnou stavbou kostela. Ta byla realizována díky iniciativě hormistra Jiřího Tomáše Pusche. Prostředky na výstavbu byly získány od obce Březové Hory a z dobrovolných příspěvků. Na svátek svatého Prokopa, patrona horníků, roku 1732 byla kaple dostavěna a vysvěcena v roce 1733. 
S přibývajícím množstvím havířů ve vsi přestala kaple kapacitně dostačovat, proto byl v roce 1835 ke kapli přistavěn dřevěný přístavek. V roce 1879 byla většina staré kaple zbourána a vybudován nový kostel příbramskou firmou stavitele Antonína Bastla (1838–1901) v pseudorománském slohu dle plánů Františka Vitáčka a současně také Březohorský hřbitov.